# Kachtem
Kachtem is een dorp in de Belgische provincie West-Vlaanderen en een deelgemeente van de stad Izegem. Kachtem ligt aan de Mandel en het kanaal Roeselare-Leie. Tot 31 december 1976 was het een zelfstandige gemeente.

## Naam
De naam Kachtem is een verbastering van de Frankische naam "Cackingeheim" en werd voor het eerst vermeld in 1116. Samengesteld Cack-inge-heim is opgedeeld in Cack waarvan de betekenis onbekend is, Inge betekent afstammelingen en heim betekent woonplaats.

## Geschiedenis
In 1119 scheidde Kachtem zich af van de parochie van Rumbeke en werd een zelfstandige parochie. Het patronaatsrecht behoorde tot 1561 aan de Abdij van Sint-Bertinus te Sint-Omaars. Naast de heerlijkheid Kachtem lag ook de heerlijkheid Rhodes in dit gebied. 
Midden 16e eeuw was de blauwlinnennijverheid, gevestigd langs de Mandel, belangrijk in Kachtem. In 1645 werd Kachtem geplunderd door Franse troepen. In 1741 werd Filip van der Meere, die heer was van Kachtem, verheven tot graaf.
In het tweede kwart van de 19e eeuw kende Kachtem veel huisarbeid ten behoeve van de Roeselaarse linnennijverheid.
Op 19 oktober 1914 had Kachtem te lijden van vuurgevechten tussen Duitse en Britse troepen.

## Demografische ontwikkeling
- Bronnen:NIS, Opm:1831 tot en met 1970=volkstellingen; 1976 = inwoneraantal op 31 december

## Bezienswaardigheden
- De gotische Sint-Jan de Doperkerk met toren uit 1838.
- Het natuurdomein Rhodesgoed met gerestaureerde hoeve.

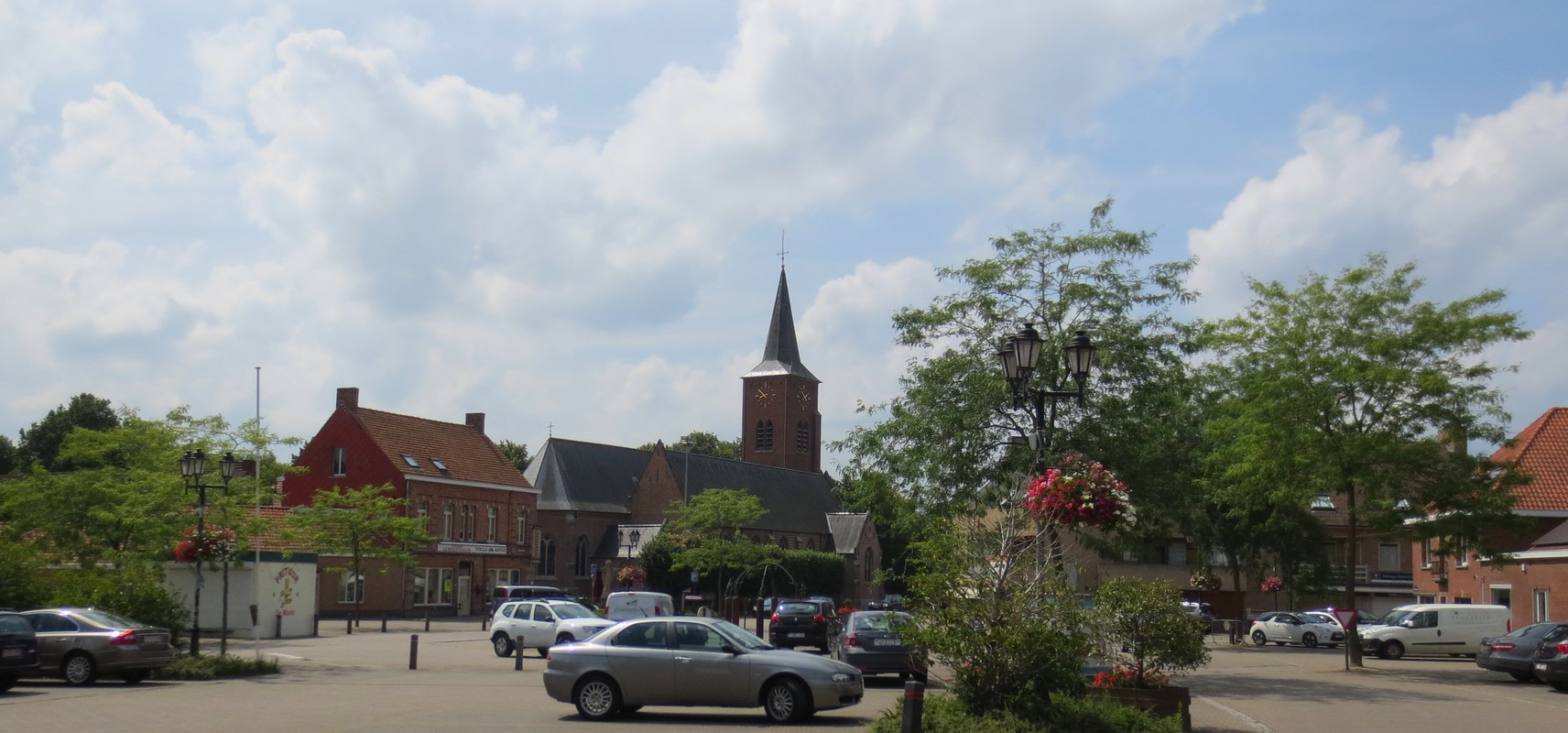
Kachtem met in het midden de Sint-Jan de Doperkerk

## Natuur en landschap
Kachtem ligt in Zandlemig Vlaanderen en de hoogte varieert van 16-29 meter. Het ligt op de linkeroever van de Mandel, die hier echter overkluisd is. Iets ten zuiden daarvan verloopt het Kanaal Roeselare-Leie, waarlangs zich veel aaneengesloten industrie en bebouwing heeft ontwikkeld. Op de zandleembodem is er nog akkerbouw (vooral maïs, cichorei, vlas en suikerbieten) en tuinbouw (vooral wintergewassen zoals prei), maar Kachtem groeit de laatste jaren sterk door toenemende industrialisatie en als woongemeente. Zie ook: Bedrijventerrein Mandeldal.

## Nabijgelegen kernen
Emelgem, Izegem, Ardooie, Roeselare, Rumbeke